# 福塞
福塞（法語：Fossé，法語發音：[fose]）是法国卢瓦-谢尔省的一个市镇，属于布卢瓦区。

## 地理
福塞（47°38'0"N, 1°17'3"E）面积10.2 平方千米，位于法国中央-卢瓦尔河谷大区卢瓦-谢尔省，该省份为法国中北部省份，北起厄尔-卢瓦省，东北接卢瓦雷省，东南接谢尔省，南至安德尔省，西南接安德尔-卢瓦尔省，西北接萨尔特省。
与福塞接壤的市镇（或旧市镇、城区）包括：布卢瓦、阿韦尔东、拉沙佩勒-旺多穆瓦斯、马罗勒、圣博艾尔、圣吕班-昂韦尔戈努瓦、圣叙尔皮斯-德波姆赖、维勒巴鲁。

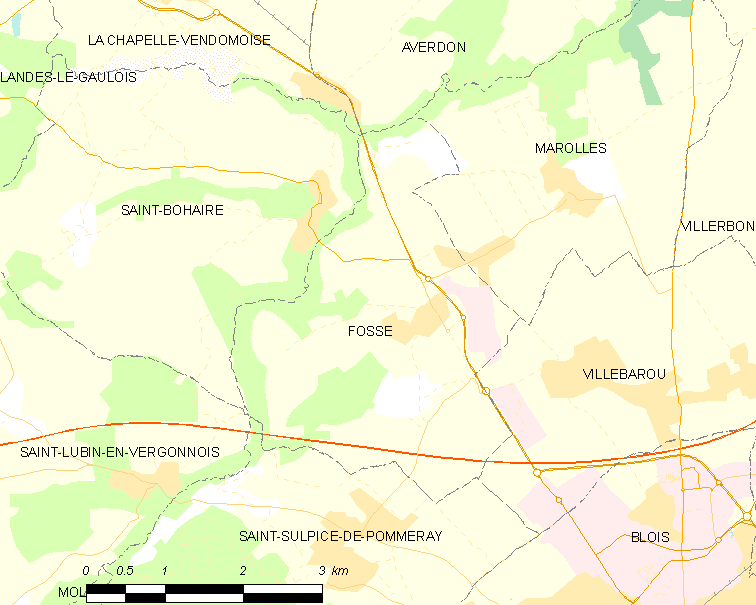
福塞的OSM定位图

福塞的时区为UTC+01:00、UTC+02:00（夏令时）。

## 行政
福塞的邮政编码为41330，INSEE市镇编码为41091。

## 政治
福塞所属的省级选区为卢瓦尔河畔沃赞县。

## 人口

1962-2008年间福塞人口变化图示

福塞于2022年1月1日时的人口数量为1270人。